# Lars Flaming
Lars Anthony Flaming (* 27. Februar 2003) ist ein paraguayischer Leichtathlet, der sich auf den Speerwurf spezialisiert hat.

## Sportliche Laufbahn
Erste Erfahrungen bei internationalen Meisterschaften sammelte Lars Flaming im Jahr 2021, als er bei den U20-Südamerikameisterschaften in Lima mit einer Weite von 60,70 m die Silbermedaille gewann. Im Jahr darauf belegte er bei den U23-Südamerikameisterschaften in Cascavel mit 38,78 m den vierten Platz im Diskuswurf, gelangte im Weitsprung mit 5,54 m auf den neunten Platz und belegte im Speerwurf mit 57,46 m den zehnten Platz. Anschließend belegte er bei den Südamerikaspielen in Asunción mit 5430 Punkten den fünften Platz im Zehnkampf. 2023 klassierte er sich bei den Südamerikameisterschaften in São Paulo mit 72,93 m auf dem vierten Platz im Speerwurf und im Jahr darauf gelangte er bei den Ibero-Amerikanischen Meisterschaften in Cuiabá mit 65,20 m auf Rang zehn. Anschließend siegte er mit 74,99 m bei den U23-Südamerikameisterschaften in Bucaramanga. 2025 gewann er dann bei den Südamerikameisterschaften in Mar del Plata mit 76,60 m die Bronzemedaille hinter dem Brasilianer Pedro Henrique Rodrigues und Billy Julio aus Kolumbien.